# Antony Beevor

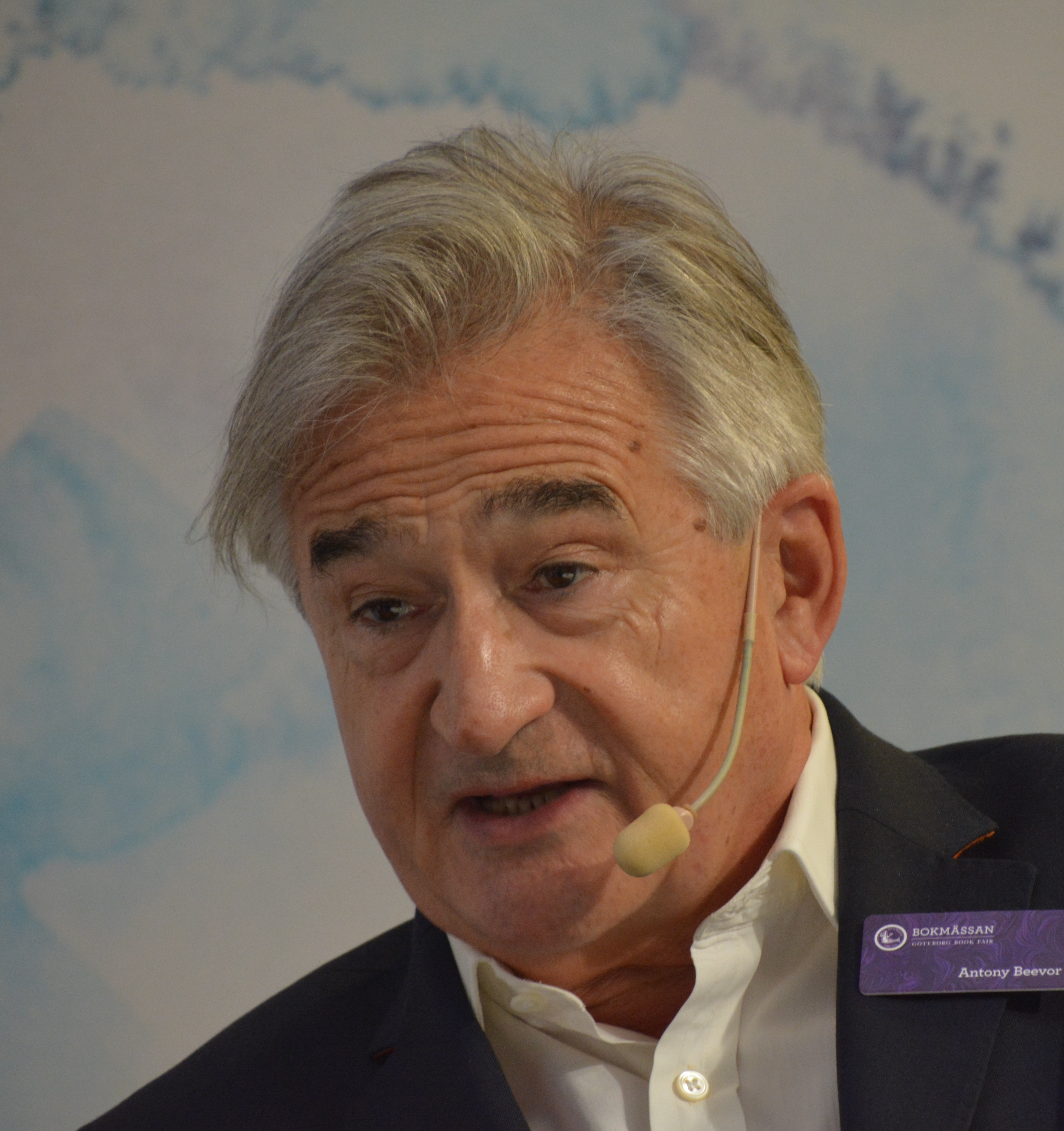
Antony Beevor in Göteborg 2015

Sir Antony James Beevor (* 14. Dezember 1946 in Kensington, London) ist ein britischer Historiker, der unter anderem verschiedene Werke über den Zweiten Weltkrieg verfasst hat, so über die Schlacht von Stalingrad, die Luftlandeschlacht um Kreta, die Landung in der Normandie, die Schlacht im Hürtgenwald und die Schlacht um Berlin, sowie auch zum Spanischen Bürgerkrieg.

## Leben
Beevor ist der Sohn von Kinta Beevor und John G. Beevor. Er besuchte das Winchester College und studierte an der Royal Military Academy Sandhurst, unter anderem bei dem berühmten Historiker über den Zweiten Weltkrieg John Keegan. 2002 hielt er die Lees Knowles Lectures an der University of Cambridge. Er ist Chevalier de l’Ordre des Arts et Lettres, Ehrendoktor der University of Kent und Mitglied der Royal Society of Literature. 2017 wurde Beevor als Knight Bachelor in den Adelsstand erhoben. Bevor Beevor zum Bestsellerautor wurde, diente er als Berufsoffizier in der britischen Armee. Er ist mit der Schriftstellerin Artemis Cooper verheiratet.

## Rezeption seiner Werke

### The Fall of Berlin 1945
Von der BBC wurden die Forschungen zum Thema seiner im Jahr 2002 in 24 Sprachen erschienenen Publikation The Fall of Berlin 1945 (Berlin 1945: Das Ende) begleitet, und ein Dokumentarfilm auf BBC 2 gesendet. Als Bestseller in Großbritannien und in sieben weiteren Ländern erreichte es die „Top five“ der Verkaufs-Listen in weiteren acht Ländern.
Das zentrale Thema dieses Buches sind Gewalttaten sowjetischer Soldaten, begangen an deutscher, aber auch sowjetischer Zivilbevölkerung, nach der sowjetischen Besetzung Deutschlands gegen Ende des Zweiten Weltkrieges.
Die Publikation stieß in Russland auf scharfe Kritik.
Der russische Botschafter in Großbritannien bezeichnete das Buch als „Lüge“ und
„Verleumdung des Volkes, das die Welt vom Nazismus befreit hat“.
O. A. Rscheschewski, Vorsitzender der Vereinigung der russischen Weltkriegshistoriker, bezichtigte Beevor, in der Art neo-nazistischer Historiker zu argumentieren, die die Rote Armee als untermenschliche asiatische Horden dargestellt haben:
„Das zentrale Thema dieses Buches, nicht dem Umfang, aber der Bedeutung nach sind eindeutig brutale Gräueltaten sowjetischer Soldaten und Offiziere gegen die deutsche Bevölkerung, die Wiederbelebung des Bildes asiatischer Horden, das den Deutschen von der Nazipropaganda und später von einer kleinen Gruppe Neonazi-Historiker eingehämmert worden war, von denen sich [das Volk] in Deutschland schon längst abgewandt hat. Der zentrale Gesichtspunkt dieses Buches, um den der Autor seine Argumentation aufgebaut hat, sind brutale Gräueltaten des sowjetischen Militärs, insbesondere die Vergewaltigung deutscher Frauen, ist in dem folgenden Satz enthalten: ‚Das Bild von Soldaten mit Taschenlampen, die sich unter Frauen in Bombenkellern ihre Opfer aussuchen, ist charakteristisch für alle sowjetischen Armeen in der Schlacht um Berlin.‘“
In einem Interview mit BBC News Online gab Rscheschewski allerdings zu, Beevors Buch nur in Ausschnitten und ohne Quellenangaben gelesen zu haben. Gemessen an dem, was die deutsche Armee in der Sowjetunion angerichtet habe, hätten die Deutschen eine „Lawine der Rache“ erwarten können. Dies sei jedoch nicht geschehen und „die Mehrheit der Soldaten und Offiziere der Roten Armee […] habe die Zivilbevölkerung human behandelt“. Beevor betonte in seiner Antwort, dass er seine Ergebnisse wesentlich auch aus sowjetischen Quellen bezogen habe. Frauen seien zur sexuellen Beute der Roten Armee geworden und diese habe auch nicht vor weiblichen sowjetischen Kriegsgefangenen und Zwangsarbeiterinnen Halt gemacht, wie sowjetische Archive belegten.

### Der Zweite Weltkrieg
Beevors 2012 auf Englisch und 2014 auf Deutsch erschienenes Werk Der Zweite Weltkrieg fand eine insgesamt sehr positive Aufnahme. Rainer Blasius beurteilt Beevors Buch als „Meisterwerk“, vor allem im Hinblick auf die Zusammenschau der Kriegsschauplätze und Machtzentren. Die Hauptverantwortung der NS-Führung für den Krieg sei eindeutig, doch hätten die aktive Beteiligung von Wehrmacht, Beamten fast aller Ministerien, eines großen Teils der Industrie und des Verkehrswesens eine Aufarbeitung der Geschehnisse nach 1945 in Deutschland selbst lange Zeit verhindert. Der Bombenkrieg der Alliierten sei hauptsächlich dem Unvermögen Großbritanniens geschuldet gewesen, auf andere Weise zurückschlagen zu können. Der eigentliche Fehler der Westmächte habe darin bestanden, die Teilung Europas weitgehend nach Stalins Vorstellungen zuzulassen.
Der zum Themenfeld Geschichte des Nationalsozialismus führende britische Historiker Richard J. Evans betont, es gelinge Beevor nicht nur eine umfassende Analyse der militärischen Strategien und Taktiken im Zweiten Weltkrieg, sondern auch eine scharfsinnige Darstellung und Kritik der politischen und militärischen Führer. Von den deutschen Generälen werde vor allen anderen Rommel überschätzt. Dieser habe extrem leichtsinnig agiert und nur deswegen eine große Reputation erworben, weil die alliierten Propagandisten ein Interesse daran gehabt hätten, ihn zum fähigen Heerführer zu stilisieren, um so das unfähige Handeln der britischen militärischen Führung in Nordafrika zu verschleiern. Über solche Einzelanalysen hinaus gelinge es Beevor zu zeigen, dass die europäischen Kriegsschauplätze und diejenigen im pazifischen Raum eng aufeinander bezogen waren und es sich tatsächlich um einen zusammenhängenden Krieg und nicht um zwei weitgehend voneinander getrennte Konflikte gehandelt habe. Kritisch zu bewerten an Beevors Werk ist nach Evans, dass es zu sehr aus „zahlreichen Mini-Erzählungen“ bestehe, die Ursachen und Folgen des Zweiten Weltkrieges eher oberflächlich behandle und insbesondere die ökonomischen Aspekte des Krieges fast vollständig ausklammere.

## Auszeichnungen
- 1992 Runciman Award für Crete. The Battle and the Resistance
- 1998 Wolfson History Prize für Stalingrad
- 1999 Baillie Gifford Prize für Stalingrad
- 1999 Hawthornden-Preis für Stalingrad
- 2005 Preis der La Vanguardia im Bereich Non-Fiction für La Guerra Civil espanñola[13]
- 2007 Longman-History Today Trustees’ Award für Berlin. The Downfall 1945
- 2010 Duke of Westminster’s Medal for Military Literature für D-Day: The Battle for Normandy[14]
- 2014 Pritzker Literature Award for Lifetime Achievement in Military Writing
- 2017 Knight Bachelor

## Werke (Auswahl)

### Romane
- Violent Brink. John Murray, London 1975, ISBN 0-7195-3241-8.
- For Reasons of State. Jonathan Cape, London 1980, ISBN 0-224-01930-9.
- The Faustian Pact. Jonathan Cape, London 1983, ISBN 0-224-02083-8.
- The enchantment of Christina von Retzen. Weidenfeld & Nicolson, London 1989, ISBN 0-297-79523-6.

### Sachbücher
- The Spanish Civil War. Orbis Books, London 1982. (Titel für den US-Binnenmarkt: The Battle for Spain. The Spanish Civil War 1936-39.)  W&N Paperback 2007 (ISBN 978-0-7538-2165-7)
  - deutsch: Der spanische Bürgerkrieg. Goldmann, München 2008, ISBN 978-3-442-15492-0. 2. Auflage 2016, Pantheon Verlag (ISBN 978-3-570-55147-9)
- Crete. The Battle and the Resistance. John Murray, London 1991, ISBN 978-0-7195-4857-4.
- Inside the British Army. Corgi Books, London 1991, ISBN 0-552-13818-5.
- Paris After the Liberation, 1944–1949. Penguin Books, New York 1994, ISBN 0-14-101554-3.
- Stalingrad. The fateful siege 1942/43. Penguin, New York 1998.
  - deutsch: Stalingrad. Aus dem Englischen von Klaus Kochmann. Bertelsmann, München 1999, ISBN 3-570-00236-5. Pantheon 4. Auflage 2010, ISBN 978-3-570-55134-9.
- The Mystery of Olga Chekhova. Oxford 2000.
  - deutsch: Die Akte Olga Tschechowa. Bertelsmann, München 2004, ISBN 3-570-00826-6.
- Berlin. The Downfall 1945. Viking, London 2002.[15] (Titel für den US-Binnenmarkt: The Fall of Berlin 1945.)
  - deutsch: Berlin 1945. Das Ende. Bertelsmann, München 2002. Goldmann, München 2005, ISBN 3-442-15313-1
- A writer in war. Vasily Grossman with the red Army 1941/45. Pimlico, London 2006.
  - deutsch: Ein Schriftsteller im Krieg. Wassili Grossman und die Rote Armee 1941–1945. Bertelsmann, München 2007, ISBN 978-3-570-00913-0.
- D-Day. The Battle for Normandy. Penguin, London 2009.
  - deutsch: D-Day. Die Schlacht um die Normandie. Aus dem Englischen von Helmut Ettinger. Bertelsmann, München 2010, ISBN 978-3-570-10007-3.
- The Second World War. Weidenfeld & Nicolson, London 2012.
  - deutsch: Der Zweite Weltkrieg. Aus dem Englischen von Helmut Ettinger. Bertelsmann, München 2014, ISBN 978-3-570-10065-3.[16]
- Ardennes 1944. Hitler’s Last Gamble. Viking, London 2015.
  - deutsch: Die Ardennen-Offensive 1944. Hitlers letzte Schlacht im Westen. Aus dem Englischen übertragen von Helmut Ettinger. Bertelsmann, München 2016, ISBN 978-3-570-55374-9.
- Arnhem: The Battle for the Bridges, 1944. Ocito Ltd., London 2018.
  - deutsch: Arnheim. Der Kampf um die Brücken über den Rhein 1944. Aus dem Englischen von Helmut Ettinger. Bertelsmann, München 2019, ISBN 978-3-570-10373-9.
- Russia. Revolution and Civil War, 1917–1921. Weidenfeld & Nicholson, London 2022.
  - deutsch: Russland. Revolution und Bürgerkrieg 1917–1921. Aus dem Englischen von Jens Hagestedt. Bertelsmann, München 2023, ISBN 978-3-570-10509-2.